# كيركهوفن
كيركهوفن (بالإنجليزية: Kerkhoven, Minnesota)‏ هي مدينة تقع في ولاية مينيسوتا في الولايات المتحدة. تبلغ مساحة هذه المدينة 2.12 (كم²)، وترتفع عن سطح البحر 335 م، بلغ عدد سكانها 759 نسمة في عام 2010 حسب إحصاء مكتب تعداد الولايات المتحدة.

## التركيبة السكانية
قام مكتب تعداد الولايات المتحدة بتحديد بيانات التركيبة السكانية لكيركهوفنفي تعداد الولايات المتحدة. في ما يلي، التركيبة السكانية حسب تعدادي 2000 و2010.

### تعداد عام 2000
بلغ عدد سكان كيركهوفن 759 نسمة بحسب تعداد عام 2000، وبلغ عدد الأسر 313 أسرة وعدد العائلات 210 عائلة مقيمة في المدينة. في حين سجلت الكثافة السكانية 1,023.5 نسمة لكل ميل مربع (395.2/كم2). وبلغ عدد الوحدات السكنية 338 وحدة بمتوسط كثافة قدره 455.8 نسمة لكل ميل مربع (176.0/كم2).
وتوزع التركيب العرقي للمدينة بنسبة 94.99% من البيض و 0.40% من الأمريكيين الأصليين و 0.13% من الأمريكيين الأفارقة و 0.26% من عرقين مختلطين أو أكثر.
بلغ عدد الأسر 313 أسرة كانت نسبة 31.0% منها لديها أطفال تحت سن الثامنة عشر تعيش معهم، وبلغت نسبة الأزواج القاطنين مع بعضهم البعض 56.5% من أصل المجموع الكلي للأسر، ونسبة 8.0% من الأسر كان لديها معيلات من الإناث دون وجود شريك، وكانت نسبة 32.6% من غير العائلات. وبلغ متوسط حجم الأسرة المعيشية 3.00، أما متوسط حجم العائلات فبلغ 2.42.
بلغ العمر الوسطي للسكان 38 عاماً. وكانت نسبة 27.3% من القاطنين تحت سن الثامنة عشر، وكانت نسبة 7.0% بين الثامنة عشر والأربعة وعشرون عاماً، ونسبة 26.9% كانت واقعةً في الفئة العمرية ما بين الخامسة والعشرون حتى والأربعة وأربعون عاماً، ونسبة 18.2% كانت ما بين الخامسة والأربعون حتى الرابعة والستون،
بلغ متوسط دخل الأسرة في المدينة 32,375 دولار، أما متوسط دخل العائلة فبلغ 40,179 دولار. وكان متوسط دخل الذكور 27,262 دولار مقابل 22,656 دولار للإناث. وسجل دخل الفرد الخاص بالمدينة 16,435 دولار. وكانت نسبة 8.4% من العائلات ونسبة 9.3% من السكان تحت خط الفقر،

### تعداد عام 2010
بلغ عدد سكان كيركهوفن 759 نسمة بحسب تعداد عام 2010، وبلغ عدد الأسر 329 أسرة وعدد العائلات 206 عائلة مقيمة في المدينة. في حين سجلت الكثافة السكانية 925.6 نسمة لكل ميل مربع (357.4/كم2). وبلغ عدد الوحدات السكنية 352 وحدة بمتوسط كثافة قدره 429.3 لكل ميل مربع (165.8/كم2).
وتوزع التركيب العرقي للمدينة بنسبة 97.1% من البيض و 0.3% من الأمريكيين الأصليين و 0.1% من عرقين مختلطين أو أكثر.
بلغ عدد الأسر 329 أسرة كانت نسبة 31.0% منها لديها أطفال تحت سن الثامنة عشر تعيش معهم، وبلغت نسبة الأزواج القاطنين مع بعضهم البعض 49.5% من أصل المجموع الكلي للأسر، ونسبة 9.7% من الأسر كان لديها معيلات من الإناث دون وجود شريك، بينما كانت نسبة 3.3% من الأسر لديها معيلون من الذكور دون وجود شريكة وكانت نسبة 37.4% من غير العائلات. تألفت نسبة 34.7% من أصل جميع الأسر من أفراد ونسبة 16.2% كانوا يعيش معهم شخص وحيد يبلغ من العمر 65 عاماً فما فوق. وبلغ متوسط حجم الأسرة المعيشية 2.97، أما متوسط حجم العائلات فبلغ 2.31.
بلغ العمر الوسطي للسكان 40.1 عاماً. وكانت نسبة 26% من القاطنين تحت سن الثامنة عشر، وكانت نسبة 8.6% بين الثامنة عشر والأربعة وعشرون عاماً، ونسبة 21.1% كانت واقعةً في الفئة العمرية ما بين الخامسة والعشرون حتى والأربعة وأربعون عاماً، ونسبة 26.4% كانت ما بين الخامسة والأربعون حتى الرابعة والستون، ونسبة 17.8% كانت ضمن فئة الخامسة والستون عاماً فما فوق. وتوزع التركيب الجنسي للسكان بنسبة 49.7% ذكور و50.3% إناث.

## وصلات خارجية
- The US50 - Cities and Towns in Minnesota State